# ショーン・グリーン (ゲームデザイナー)
ショーン・C・グリーン（Shawn C. Green）は、id Softwareの『Doom』や『Hexen』シリーズ、3D Realmsでの仕事で有名なコンピュータゲーム開発者。彼はまた、アメリカ合衆国テキサス州ダラスにあったIon Stormのプログラマーとして『大刀』の開発に携わった。他にもGearbox Softwareで『Halo：Combat Evolved』の開発に携わり、Escalation Studiosを共同設立している。 